# Debates na eleição presidencial brasileira de 2014
A temporada de debates nas eleições presidenciais brasileiras de 2014 foi realizada de 26 de agosto até o dia 24 de outubro. Para a eleição de 2010, o Tribunal Superior Eleitoral aprovou três debates televisivos, além de um debate sem precedentes na Internet. De acordo com as diretrizes do Tribunal Superior Eleitoral, os candidatos cujos partidos não estão representados na Câmara baixa do Congresso Nacional não são convidados obrigatoriamente pelos organizadores dos debates. A falta do convite foi contestada, a fim de poder participar dos debates. O primeiro debate televisionado ocorreu em 26 de agosto, realizada pela Rede Bandeirantes.

## Primeiro debate
O primeiro debate foi realizado em 26 de agosto de 2014, às 22:00, horário de Brasília e foi hospeadado pela Rede Bandeirantes. Dilma Rousseff de Partido dos Trabalhadores (PT),  Aécio Neves do Partido da Social Democracia Brasileira (PSDB), Marina Silva, do Partido Socialista Brasileiro (PSB),Eduardo Jorge, do Partido Verde (PV) Levy Fidelix do (PRTB) e Luciana Genro, do Partido Socialismo e Liberdade (PSOL) foram convidados, e todos eles compareceram. José Maria de Almeida, do Partido Socialista dos Trabalhadores Unificado (PSTU), tentou participar, mas seu pedido foi negado por unanimidade pelo Tribunal Superior Eleitoral
O debate, mediado pelo âncora do Jornal da Band, Ricardo Boechat, foi dividido em cinco blocos de aproximadamente duas horas. Este foi o primeiro debate transmitido em televisão de alta definição no país. Os temas que nortearam o debate foram saúde, segurança pública, educação e infraestrutura.

### Análise
Maurício Caleiro, em uma análise publicada no Observatório da Imprensa, argumentou que o desempenho dos candidatos "não ofereceu novos argumentos ou dados que podem influenciar decisivamente nas urnas".
Juan Arias, correspondente do El País no Brasil, alegou sentir que Dilma Rousseff, "revelou suas inexperiência e nervosismo com hesitações, lapsos de repetição da fala, e suor no rosto". Também argumenta que Serra, por outro lado, "dominou os temas, sentindo à vontade".
Contrariamente às expectativas de muitos, o nome do altamente popular presidente Luiz Inácio Lula da Silva esteve quase inteiramente fora do debate.

### Repercussão
De acordo com Ibope, o primeiro debate - que foi ao ar simultaneamente a uma partida de futebol entre São Paulo Futebol Clube e Sport Club Internacional, que disputavam entre si uma vaga para representar o Brasil na final da Copa Libertadores - foi assistido por 5% dos telespectadores, enquanto a partida de futebol foi visto por 37%.
Segundo a imprensa local, a coincidência temporal entre a partida de futebol e para o debate deixou claro qual é a preferência dos brasileiros, apenas dois meses antes da eleição. A imprensa também disse que o debate foi "chato", "previsível", "morna" e "agradável".
Arruda, que qualificou jocosamente Serra durante o debate, chamando-no de hipocondríaco por focar a saúde pública em seu discurso, esteve no primeiro lugar nos trending topic em Twitter após o debate exibido.

## Segundo debate
O segundo debate foi realizado em 8 de setembro, às 17:45, horário de Brasília, e foi promovido pelo SBT, pela rádio Jovem Pan, pelo portal UOL e pelo jornal Folha de S.Paulo. Todos os principais candidatos compareceram
O debate foi mediado pelo jornalista Carlos Nascimento. Teve a inovação do banco de tempo, utilizado na França. Nele os candidatos acumulam tempo não utilizado nas perguntas para utilizarem além do tempo já destinado.

### Reação
Apesar do horário, o debate teve uma alta repercussão, ainda mais na internet. Especialistas falam em polarização de Dilma e Marina, onde ambas se atacaram. Teve 5,3 pontos de audiência na grande são paulo. 

## Cronologia
| Data do debate televisivo | Mediadores                     | Temas que nortearam o debate | Hóspede do debate                      | Localização do estúdios                                                                        | Horário | Público estimado |
| ------------------------- | ------------------------------ | --- | -------------------------------------- | ---------------------------------------------------------------------------------------------- | ------- | --- |
| 26 de agosto de 2014      | Ricardo Boechat                | Petrobras protestos de 2013 nova politica educação infraestrutura | Grupo Bandeirantes de Comunicação      | - São Paulo, SP - Rua dos Radiantes, 13, Morumbi                                               | 21h30   | ± 5% dos telespectadores da Grande São Paulo (241 mil pessoas)                                                                                    |
| 1 de setembro de 2014     | Carlos Nascimento              | educação segurança pública aposentadoria saneamento básico | SBT, Folha de S.Paulo, UOL e Jovem Pan | - Osasco, SP - Rod. Anhanguera, km 18 - Avenida das Comunicações, 4 - Industrial Anhanguera    | 17h45   | ± 5% dos telespectadores da Grande São Paulo (351 mil pessoas)                                                                                    |
| 16 de setembro de 2014    | Rodolpho Gamberini             | Governo Lula meio ambiente segurança de dados públicos educação saúde | TV Aparecida e CNBB                    | - Aparecida, SP, SP - Av. Getúlio Vargas, 185 - Centro - Aparecida - SP                        | 21h00   | ± 3% dos telespectadores da Grande São Paulo (304 mil pessoas)                                                                                    |
| 28 de setembro de 2014    | Celso Freitas e Adriana Araújo | política externa corrupção exclusão social educação Governo FHC habitação administração pública Meio Ambiente liberdade de imprensa impostos política antidrogas desemprego analfabetismo Petrobras | Rede Record                            | - Rio de Janeiro, RJ - RecNov Estrada dos Bandeirantes, 23.505, Vargem Grande                  | 21h00   | ± 10% dos telespectadores da Grande Rio de Janeiro. ± 9% dos telespectadores da Grande São Paulo(570 mil domicílios) ± 1,5 milhão de internautas. |
| 2 de outubro de 2014      | William Bonner                 | legislação trabalhista administração pública tributos previdência social transporte público habitação saneamento básico saúde pública propriedade privada                                           | Rede Globo                             | - Rio de Janeiro, RJ - Central Globo de Produção - Estrada dos Bandeirantes, 6700, Jacarepaguá | 22h30   | ± 26% dos telespectadores na Grande Rio de Janeiro (1.560.000 domicílios) ± 21% dos telespectadores na Grande São Paulo (1.368.000 domicílios)    |

| Data do debate televisivo | Mediadores                     | Temas que nortearam o debate | Hóspede do debate                 | Localização do estúdios                                                                        | Horário | Público estimado                                                              |
| ------------------------- | ------------------------------ | --- | --------------------------------- | ---------------------------------------------------------------------------------------------- | ------- | ----------------------------------------------------------------------------- |
| 14 de outubro de 2014     | Ricardo Boechat                | privatização segurança pública aborto corrupção | Grupo Bandeirantes de Comunicação | - São Paulo, SP - Rua dos Radiantes, 13, Morumbi                                               | 22h00   | ± 11% dos telespectadores na Grande São Paulo (240 mil domicílios).           |
| 16 de outubro de 2014     | Carlos Nascimento              | escola técnicas privatização segurança pública infraestrutura corrupção saúde pública educação emprego deficientes físicos                                                 | SBT, UOL e Jovem Pan              | - Osasco, SP - Av. Presidente Kennedy, 2869 - Vila São José - Osasco - SP                      | 21h10   | ± 9% dos telespectadores na Grande São Paulo (420 mil domicílios no pico)     |
| 19 de outubro de 2014     | Celso Freitas e Adriana Araújo | projetos para a Região Nordeste corrupção privatização segurança pública meio ambiente movimentos sociais                                                                  | Rede Record                       | - São Paulo - SP - Rua da Várzea, 240, Barra Funda                                             | 22h30   | ± 12% dos telespectadores na Grande São Paulo (539 mil domicílios)            |
| 24 de outubro de 2014     | William Bonner                 | O debate televisionado esteve norteado em modelo arquitetado nos Estados Unidos, baseado em 12 perguntas feitas por eleitores que se dizem estar na condição de indecisão. | Rede Globo                        | - Rio de Janeiro, RJ - Central Globo de Produção - Estrada dos Bandeirantes, 6700, Jacarepaguá | 22h30   | ± 30% dos telespectadores na Grande São Paulo (1 milhão e 375 mil domicílios) |